# Kostel svatého Františka z Assisi (Staré Město)
Kostel svatého Františka z Assisi (neboli sv. Františka Serafínského, zvaný též kostel U křižovníků) je řádový kostel sousedního kláštera křižovníků s červenou hvězdou. Nachází se na Křižovnickém náměstí v Praze 1 – Starém Městě. Je chráněn jako kulturní památka.

## Historie

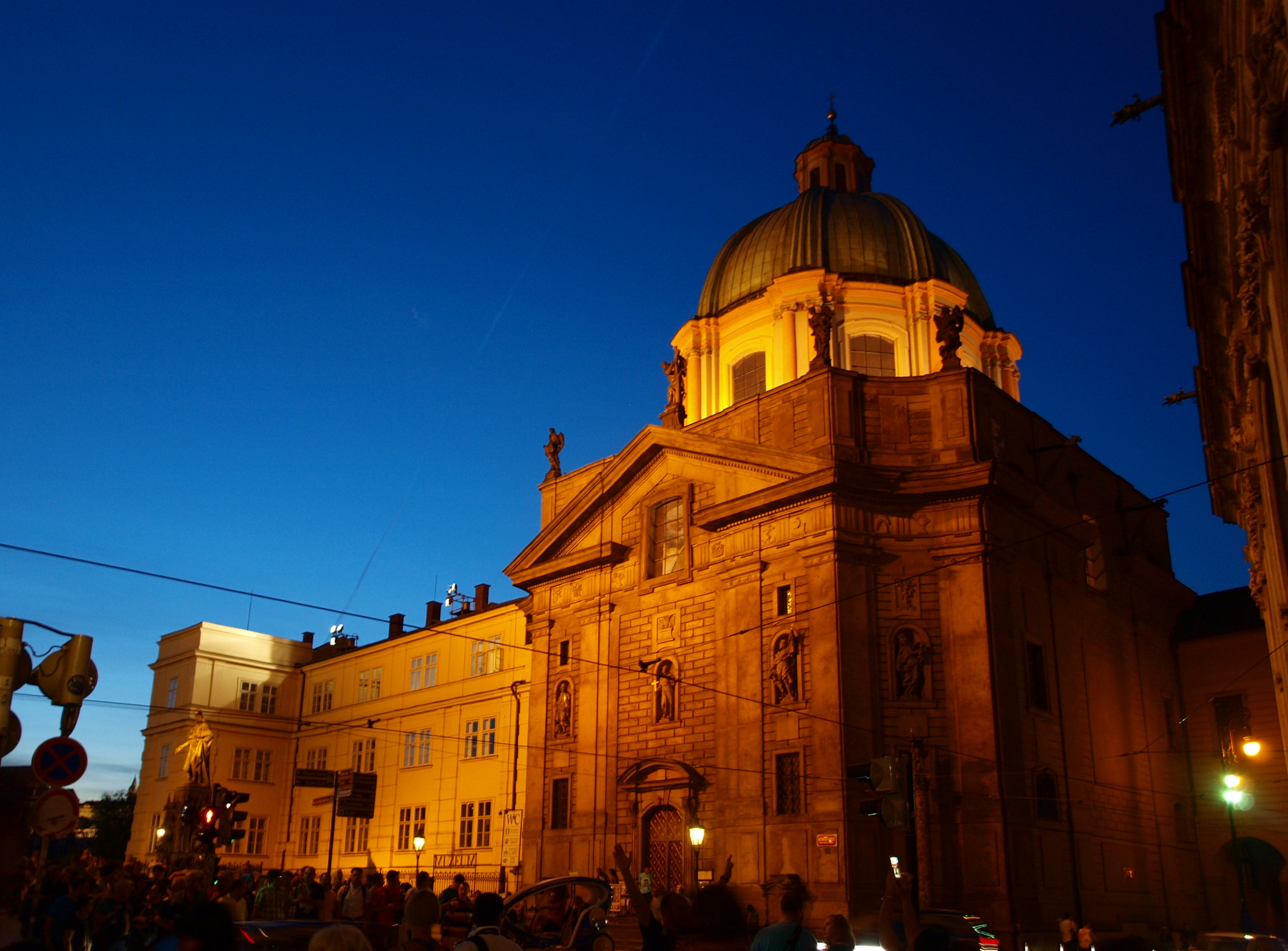
Večerní pohled na kostel sv. Františka s konventem

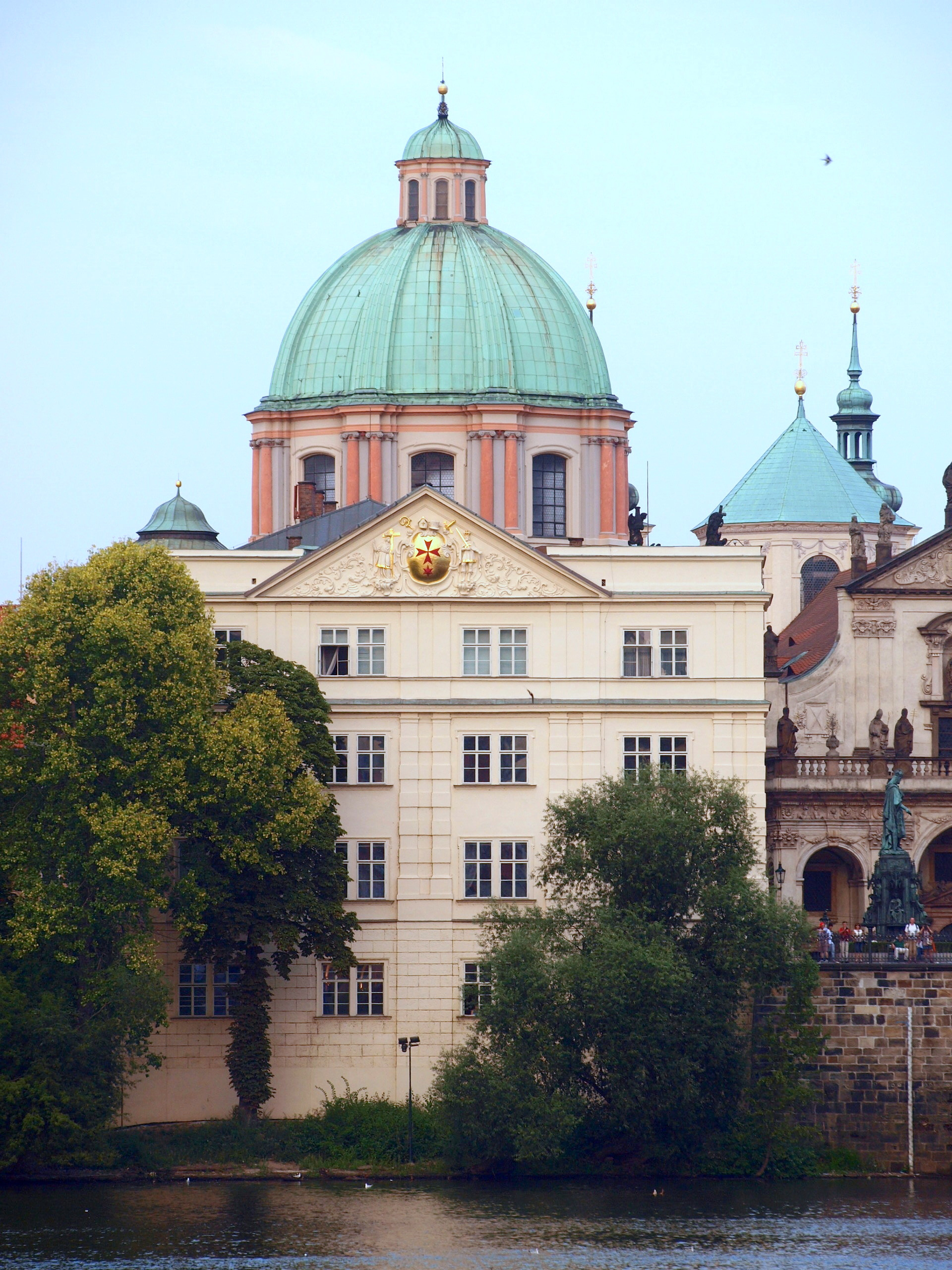
Klášter křižovníků a kupole kostela sv. Františka z Assisi

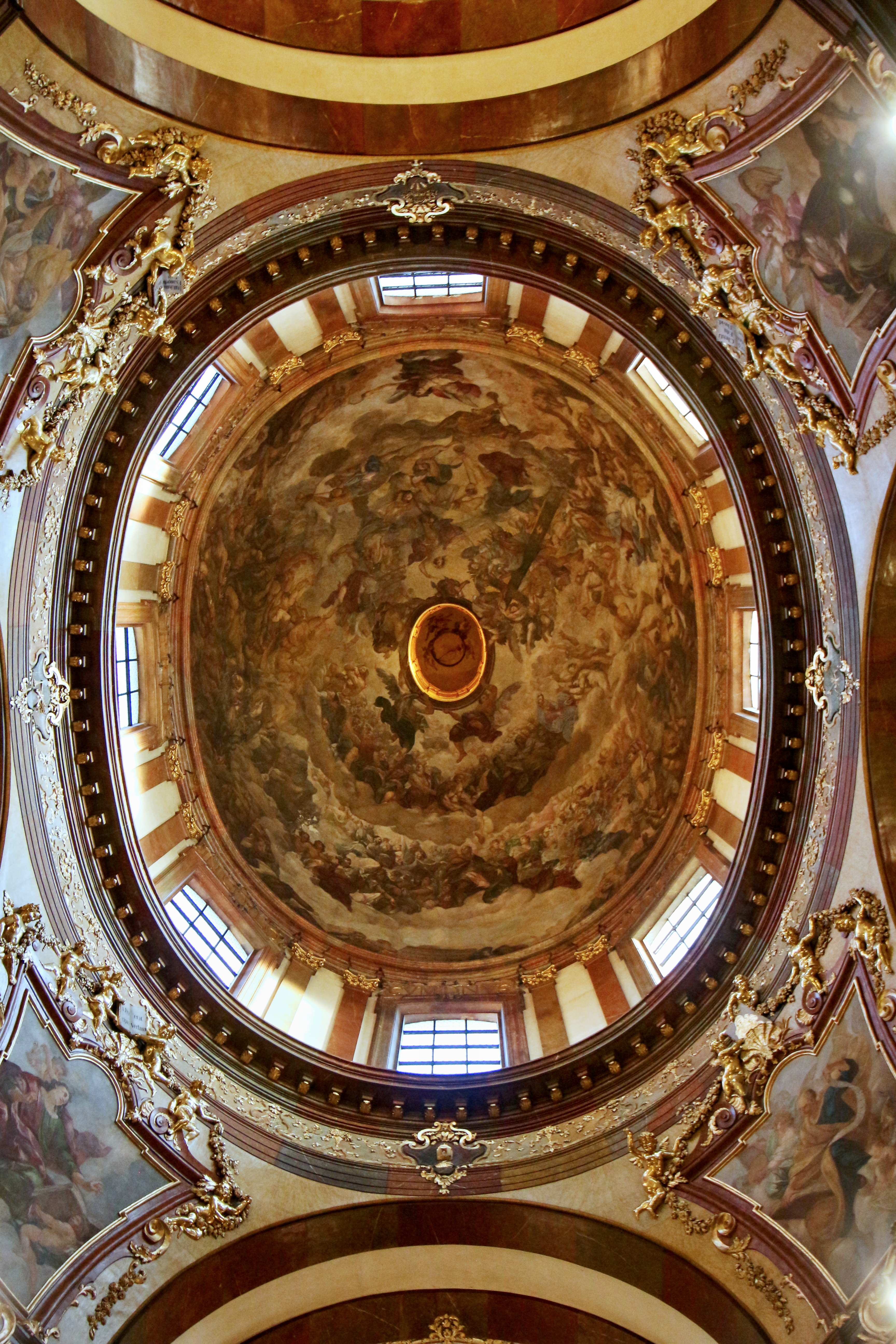
Interiér kostela sv. Františka z Assisi – vnitřek kupole

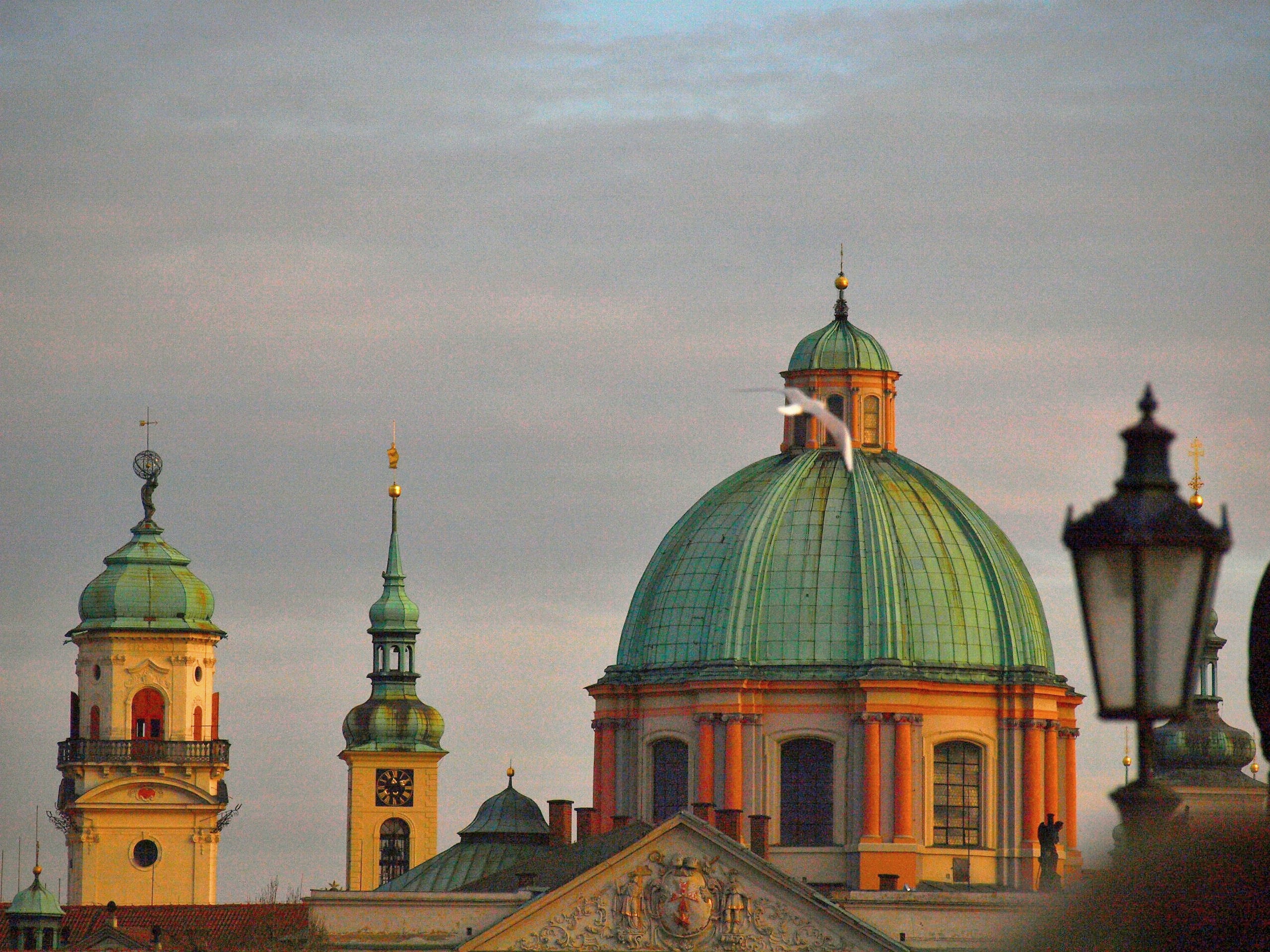
Hlavní dominanta kostela – zelená kupole. V pozadí vlevo observatoř Klementina

### Počátky kostela
Historii kostela U křižovníků lze sledovat až ke svaté Anežce České. Ta roku 1252 založila Řád křižovníků s červenou hvězdou, pro nějž nechala u staroměstské strany tehdejšího Juditina mostu zřídit špitál s kostelem svatého Ducha. Její bratr, český král Václav I., roku 1253 na řád křižovníků navíc převedl právo výběru mýtného a mostného i povinnost střežit a provádět údržbu mostu. Tato práva a povinnosti zanikla s dokončením Karlova mostu ve 14. století, na jehož výstavbu byl použit pískovec z lomu řádu křižovníků u Hloubětína). V roce 1378 byl při požáru konventu kostel sv. Ducha poškozen, ale po opravách vydržel až do výstavby kostela sv. Františka z Assisi v 17. století.

## Barokní podoba
V 16. a 17. století dosáhl řád křižovníků svého vrcholu. V místě původního gotického kostela nechal v letech 1679–1685 vybudovat nový barokní chrám staviteli Gaudenzio Casanovou a Domenico Canevallem podle plánů Jeana-Baptisty Matheye. Vysvěcen byl v roce 1688 velmistrem arcibiskupem Janem Bedřichem z Valdštejna.
Dnešní kostel svatého Františka s Assisi stojí na místě a částečně i základech gotického chrámu, jehož základní kámen v roce 1252 pokládala Anežka Přemyslovna. 10 m dlouhá a s postranními loděmi 12,5 m široká stavba kostela měla pětiboký závěr a presbytář na východní straně. Jižní postranní vstup původního kostela se zachoval jako torzo. Původní podoba kostela se dochovala v breviáři velmistra křižovníků Lva (1356) a na jedné procesní monstranci velmistra Mikuláše Puchnera.

## Popis
Jde o centrální stavbu s hlavním oltářem na severní straně a s mohutnou kupolí nad centrálním oválným prostorem. Hlavní jižní fasáda je členěná římskodórskými pilastry, má konkávně prohnutá nároží a je celá obložena kamenem. Na atice jsou sochy andělů, v nikách průčelí jsou osazeny sochy Anežky Přemyslovny (zakladatelky špitálu), sv. Víta (zde patrona mostu), sv. Františka z Assisi (řádového patrona), sv. Ludmily a sv. Václava z dílny Matěje Václava Jäckela. Na chodníku po stranách schodiště stojí na podstavcích sochy sv. Jana Nepomuckého a Panny Marie Immaculaty od Jana Antonína Quitainera, datované chronogramem roku 1758 (momentálně sejmuté).
Vnitřek chrámu tvoří kupolí zastřešená oválná loď, proti vchodu pravoúhlé kněžiště a dvojice bočních kaplí, které dohromady tvoří křížové uspořádání. Nástěnné malby v lodi, mj. fresku Posledního soudu na kupoli, zhotovil Václav Vavřinec Reiner, fresky v kněžišti Jan Kryštof Liška. Autory soch jsou opět M. V. Jäckel, Jeremiáš Süssner a Konrád Max Süssner. Hlavní oltář (stigmatizace sv. Františka) a oba boční (sv. Kříže a Nanebevzetí Panny Marie) jsou dílem M. V. Jäckela a J. K. Lišky.
V suterénu pod hlavním kostelem je tzv. dolní kostel: za novodobými dveřmi má raně gotický sloupový portálek, dispozici a orientaci původního středověkého kostela, fragmentyt ostění, článků a nástěnných maleb gotického trojlodí byly odhaleny po roce 1990. Jsou zde náhrobky osobností řádu a na jižní straně barokní grotta. Dolní kostel je přístupný z chodby kláštera a je také propojen třemi malými zamřížovanými otvory v podlaze s horním kostelem.
Nad vstupem do sakristie se nachází menší obraz, který je kopií obrazu malíře El Greca, jehož originál visí v galerii Prado v Madridu.

### Program záchrany architektonického dědictví
V rámci Programu záchrany architektonického dědictví bylo v roce 2014 na opravu památky čerpáno 550 000 Kč.